# Johannes Kukebal
Johannes Kukebal (* 19. Juli 1993 in Tallinn) ist ein estnischer Fußballspieler.

## Karriere

### Verein
Johannes Kukebal begann seine Karriere zunächst beim Loo JK welcher in der 20 km östlich der Hauptstadt Tallinn gelegenen Dorf Loo in der Region Jõelähtme beheimatet ist. Im Jahr 2006 kam er zum JK Tallinna Kalev, wo er auch sein Debüt in der höchsten estnischen Liga der Meistriliiga gab. In der Spielzeit 2009 Debütierte Kukebal im Spiel gegen den JK Tammeka Tartu, wobei er über die gesamten 90 Minuten zum Einsatz kam. Neben Kurzeinsätzen in der Meistriliiga kam er in dieser Zeit noch zu Spielen vom JK Tallinna in der Eliteliga der U-17. Am Ende der Saison stieg die erste Mannschaft in die Zweitklassige Esiliiga ab. In der darauf folgenden Esiliiga-Saison 2010 kam Kukebal vermehrt zu Einsätzen, verpasste allerdings den Wiederaufstieg mit dem Team. Im Sommer 2011 wechselte der Abwehrspieler zum estnischen Rekordmeister dem FC Flora Tallinn, wo er gegen den FC Ajax Lasnamäe, beim 13:1 Kantersieg zum ersten Pflichtspieleinsatz für den FC Flora in der Saison 2011 kam.

### Nationalmannschaft
Zu seinem Debüt für Estland kam er im Sommer 2009 für die U-18 gegen Luxemburg. Nach zwei Spielen für die U-18 wurde Kukebal im März 2011 erstmals für die U-19 berufen und spielte dort gegen die Auswahl Belgiens.

## Erfolge
- Estnischer Meister:  2011
- Estnischer Fußballpokal: 2011, 2013
- Estnischer Supercup: 2011, 2012